# Theodor Qual
Theodor Qual (* 3. Januar 1818 in Sagan; † 1. Dezember 1892 in Sprottau) war ein deutscher Jurist und Politiker; er war Mitglied des Preußischen Abgeordnetenhauses.

## Leben
Qual wurde als Sohn eines Steuereinnehmers geboren und besuchte das Gymnasium in Gross-Glogau, bevor er ab 1838 an der Universität Breslau Rechtswissenschaften studierte. Er erhielt hierfür ein Garniersches Stipendium. In Breslau wurde er 1838 auch Mitglied der Burschenschaft der Raczeks. Nach mehreren Karzer-Strafen und Aufbegehren gegen den Akademischen Senat erhielt er von der Universität das consilium abeundi. Ab 1862 arbeitete er als Kreisrichter in Sprottau. Zur selben Zeit wurde er für die Deutsche Fortschrittspartei Abgeordneter des Wahlkreises Liegnitz 2 im Preußischen Abgeordnetenhaus. Beide Tätigkeiten übte er bis 1870 aus.